# Pôle de renaissance communiste en France
Le Pôle de renaissance communiste en France (PRCF) est un mouvement politique communiste d'obédience marxiste-léniniste, fondé en 2004 par des militants du Parti communiste français (PCF) déçus par les orientations prises par le parti depuis les années 1980.
Son président est Léon Landini et son secrétaire national Fadi Kassem. Henri Alleg a été le président de son comité de parrainage après avoir coprésidé la Fédération nationale de la renaissance communiste (FNARC), dont le PRCF est issu. Le comité central du parti assume la direction nationale, selon le principe du centralisme démocratique.

## Historique

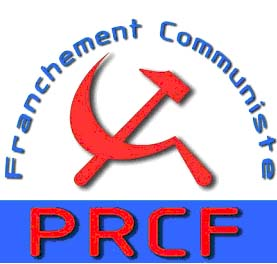
Ancien logo du PRCF

Le PRCF est issu d'une partie des militants opposés à la mutation opérée par la direction du PCF à la fin du XXe siècle. Parmi les divergences politiques, la question de la construction de l’Union européenne (UE) est un point de clivage, les militants contestataires appelant à sortir de l'UE, refusant le traité de Maastricht dans la droite ligne de la campagne du PCF pour le non lors du référendum tenu en 1992[réf. non conforme] alors que le PCF abandonne la condition de la sortie de Maastricht pour participer au gouvernement de la gauche plurielle.
En 1996, lors du XXIXe congrès du PCF, l'opposition à la mutation se rassemble autour du député Rémy Auchedé, de Georges Gastaud et d'Henri Alleg de la Coordination communiste, et de Jean-Jacques Karman. Ils contestent notamment la participation gouvernementale au côté du PS ainsi que le refus de la direction du PCF de condamner le traité de Maastricht. Ils annoncent porter un second texte d'opposition à la direction du PCF lors du congrès, une première. L'Humanité refuse de les publier.
Le XXXe congrès du PCF à Martigues, en 2000, marque la rupture de certains de ces groupes avec le PCF,.
La Fédération nationale des associations pour la renaissance communiste (FNARC) est fondée en 2002. Alors que la mutation accélère la fonte des effectifs du PCF, l'opposition de gauche autour de Georges Gastaud et Georges Hage profite du 22e congrès en 2003 pour appeler à un mouvement de renaissance communiste. Cela débouche sur la création du PRCF lors de la Convention nationale pour la renaissance communiste les 17 et 18 janvier 2004, à Paris, à l'initiative de la CMC/PCF. Léon Landini devient président du PRCF tandis que Georges Gastaud en est le secrétaire national.

## Participation électorale
Ne souhaitant pas participer à des élections « supranationales », le PRCF appelle au boycott des élections européennes en France en prônant l’« abstention citoyenne »,. En 2005, il appelle à voter « non » au référendum français sur le traité établissant une constitution pour l'Europe[réf. nécessaire].
En 2007, le PRCF appelle à voter pour Gérard Schivardi, candidat du Parti ouvrier indépendant, aux présidentielles et présente plusieurs candidats aux élections législatives (par exemple dans les 1re, 2e et 3e circonscription de la Corrèze, 12e circonscription du Pas-de-Calais, 2e circonscription du Val de Marne)[réf. nécessaire].

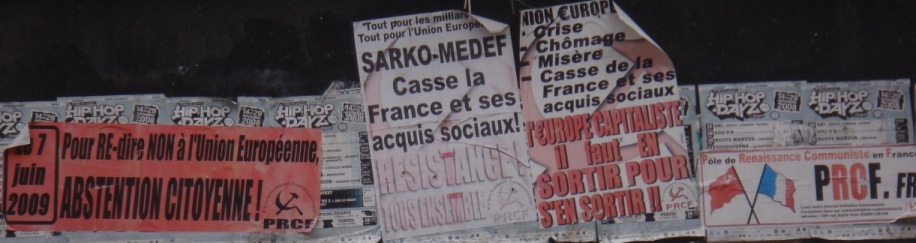
Affiches anti-électorales du PRCF à Lille en 2008.

En 2012, il présente des candidats dans trois circonscriptions aux élections législatives.
En 2014, le PRCF présente plusieurs candidats, par exemple sur deux listes de rassemblement à Passy (Haute-Savoie) ou à Lens (Pas-de-Calais) aux élections municipales,.
Au premier tour de l’élection présidentielle de 2017, le PRCF appelle à voter Jean-Luc Mélenchon (La France insoumise). Pour les élections législatives qui suivent, ses militants tractent avec LFI.
En 2021, le PRCF choisit de présenter Fadi Kassem à l'élection présidentielle française de 2022, en militant pour le souverainisme et un « Frexit progressiste », mais n'obtient pas les 500 parrainages nécessaires.
En 2024, le PRCF présente trois candidats aux élections législatives : dans les 6e circonscription d’Ille-et-Vilaine, 7e de Seine-Saint-Denis et 2e du Val-de-Marne. Le parti obtient son meilleur résultat dans cette dernière avec 0,71% des voix au 1er tour.

## Actions militantes
En 2015, le PRCF conduit une campagne de pétitions pour un référendum pour la sortie de l'Union européenne et de l'OTAN. La pétition est remise à la préfecture de Corrèze par Pierre Pranchère, ancien député européen et vice-président du PRCF.
En février 2023, le PRCF organise une commémoration célébrant l’anniversaire de la victoire de Stalingrad, place Stalingrad dans le 19e arrondissement de Paris, qui est perturbée par une contre-manifestation soutenue par l'Union des Ukrainiens de France,.
Le 6 août 2023, la JRCF, le mouvement de jeunesse du PRCF, manifeste contre la création du centre d’excellence spatiale de l’OTAN à Toulouse.

## Positionnement politique
Ayant pour but de contribuer à faire renaître un parti « franchement communiste » selon son slogan, le PRCF se définit par référence à une analyse politique de classes. Ne se définissant pas comme un parti, il autorise la double adhésion : certains de ses adhérents sont donc par exemple également membres du PCF.
Pour le chercheur Gino Raymond, le PRCF analyse la faillite du PCF à la suite de la mutation comme « causé par le fait qu'il s'est coupé de ses racines idéologiques, et qu'il est temps pour le communisme en France de retrouver des convictions énergiques qui l'ont défini par le passé ».
D'un point de vue théorique, il se réclame du « marxisme-léninisme »,, du centralisme démocratique et de la dictature du prolétariat.
Le parti met également en garde contre un éventuel risque de disparition du français et l'appauvrissement de la diversité linguistique au profit de l'emploi généralisé de l'anglais.

### Politique internationale
D'après Christophe Bourseiller, le PRCF est une organisation très active, qui anime le Comité internationaliste pour la solidarité de classe (CISC), une structure dont l'objectif est de « venir en aide aux hiérarques déchus des pays de l'Est ». Le PRCF souhaite le retrait de la France de l'Union européenne et se caractérise par une défense de principe des États s'étant revendiqués socialistes[réf. nécessaire].
Le PRCF est membre de l'Initiative communiste européenne des partis communistes et ouvriers (ICWPE) jusqu'à sa dissolution le 9 septembre 2023. Le 14 octobre 2022, il participe à la création de la Plateforme anti-impérialiste mondiale (WAP) lors d'une conférence internationale se tenant à Paris.
Dans le cadre de la guerre russo-ukrainienne, à partir de 2014, le PRCF adopte des positions russophiles qui sont remarquées lors de l'invasion de l'Ukraine par la Russie et qualifiées septembre 2023 de « conspirationnistes » par Conspiracy Watch. Pour France Info le même mois, le groupe relaie « assez clairement la propagande du Kremlin ».
En 2023-2024, dans le cadre de la guerre à Gaza, il appelle à un cessez-le-feu à Gaza.

### Relations avec le PCF
Des membres du PRCF appartiennent également au PCF. De ce fait, et de par ses relations avec d'autres groupes « orthodoxes », notamment via Coordination communiste, il ambitionne d'influencer la vie politique interne du PCF.
Au 32e congrès, en 2003, le projet alternatif de base commune intitulé « Reconstruire le PCF et réunifier les communistes sur des bases révolutionnaires » est soutenu à la fois par la fédération du Pas-de-Calais du PCF et Jean-Claude Danglot, par la Gauche communiste et par la FNARC, et remporte 24 % des suffrages.
Le logo du PRCF est la faucille et le marteau, un symbole progressivement abandonné par le PCF.

### Relations avec la mouvance anarchiste
Le site Infolibertaire qualifie le PRCF de mouvement « rouge-brun » et confusionniste.